# Jean-Claude Bouchut
Jean-Claude Bouchut, né le 4 mars 1860 à Saint-Christo-en-Jarez (Loire) et mort le 17 décembre 1928 à Cu Lao Giêng (Vietnam), est un missionnaire catholique français, membre des Missions Étrangères de Paris, vicaire apostolique.

## Biographie
Ordonné diacre le 23 septembre 1882 et prêtre le 17 février 1883 au titre des Missions étrangères, il part pour le Cambodge le 28 mars 1883.
Il étudie le viêtnamien à Xom-Bien. En 1884, il est chargé de la chrétienté de Prek-Treng sur le Bassac à 30 km au Sud de Phnom-Penh. Le 25 avril 1885, Prek-Treng est attaquée par des insurgés; les chrétiens se replient alors sur la capitale. Le Père Bouchut est alors envoyé au Sanatorium de Béthanie à Hong Kong pour être soigné, puis renvoyé en France en 1888, en raison de son état de santé. Une fois rétablie, il devient professeur puis supérieur du Séminaire des Missions étrangères à Bièvres.
Le 23 juillet 1902 il est nommé Vicaire apostolique du Cambodge.
En 1919, il fonde le carmel Notre-Dame de l’Espérance, sur la presqu’île de Chroy Changvar, à une rive du Mékong du centre. Les bâtiments du couvent, confisqués  sous la dictature des Khmers rouges, puis transformés en orphelinat, sont détruits en août 2018. Le Carmel s'est alors transféré à Ang Snuol, à une quarantaine de kilomètres de la capitale, où il accueille aujourd’hui sept sœurs coréennes.
Le 3 décembre 1924, le Saint-Siège change le nom de cette circonscription ecclésiastique en « Vicariat apostolique de Phnom-Penh ».
Il meurt le 17 décembre 1928 à Giêng, après avoir fait sacré son évêque coadjuteur, Monseigneur Valentin Herrgott.